# Paroisse Saint-Martin-le-Miséricordieux
Pour les articles homonymes, voir Paroisse Saint-Martin.
La paroisse Saint-Martin-le-Miséricordieux à Tours est une paroisse rattachée à l'archevêché des églises orthodoxes russes en Europe occidentale.

## Historique
Une première paroisse est fondée en 1925. À la suite de la destruction du lieu de culte en 1944, le culte est célébré dans différents lieux de culte de paroisses catholiques et protestantes. « On ne retrouva que l'or des vases liturgiques qui avaient fondu dans l'incendie. Hébergée dans un local jouxtant la basilique Saint-Martin, la paroisse survécut quelques années autour de son prêtre, le père Barnabé [Prokofiev]. Par la suite et jusqu'en 1987, les familles orthodoxes vivant à Tours se regroupèrent dans la Fraternité de l'Ouest, autour du père Pierre Tchesnako[ff] ». La nouvelle paroisse de Saint-Martin-le-Miséricordieux est fondée en 1987 par Georges Wagner (ru), archevêque des églises orthodoxes russes en Europe occidentale. C'est l'une des trois paroisses orthodoxes à Tours, avec la roumaine et l'antiochienne. La paroisse est dédiée à Martin de Tours, aussi nommé Martin le Miséricordieux, ou encore saint Martin des Champs, fait évêque de Tours en 371 .

## Lieu de culte
Le lieu de culte, sis rue Eupatoria, déménage en l'église Saint-Georges-sur-Loire de Rochecorbon en septembre 2022. Les offices sont célébrés principalement en français et en partie en slavon, suivant le calendrier julien révisé.
Ce lieu de culte est l'un des neuf clochers de la paroisse catholique Saint-Martin-Saint-Vincent-en-Vouvrillon au sein de l'archidiocèse de Tours.

## Liste des recteurs
- 1987-1993 :
- 1993-2001 : Nicolas Cernokrak
- 2011-2014 : Pascal Otabela[8]
- 2014-2019 :Philippe Maillard
- Depuis 2019 : Amfian Negrut[9],[10],[11],[b], archimandrite[3].

## Pour approfondir